# Красово-Вулька
Красово-Вулька (пол. Krasowo-Wólka) — село в Польщі, у гміні Нові Пекути Високомазовецького повіту Підляського воєводства.
Населення — 86 осіб (2011).
У 1975-1998 роках село належало до Ломжинського воєводства.

## Демографія
Демографічна структура станом на 31 березня 2011 року:
|          | Загалом | Допрацездатний вік | Працездатний вік | Постпрацездатний вік |
| -------- | ------- | ------------------ | ---------------- | -------------------- |
| Чоловіки | 45      | 14                 | 22               | 9                    |
| Жінки    | 41      | 8                  | 19               | 14                   |
| Разом    | 86      | 22                 | 41               | 23                   |